# Guacamayas
Ne doit pas être confondu avec Las Guacamayas.
Guacamayas est une municipalité située dans le département de Boyacá, en Colombie.